# Mévouillon
Mévouillon is een gemeente in het Franse departement Drôme (regio Auvergne-Rhône-Alpes) en telt 204 inwoners (1999). De plaats maakt deel uit van het arrondissement Nyons.

## Geschiedenis
In 1317 werd de "Baronnie" van Mévouillon toegevoegd aan de Dauphiné. In 1300 was dit ook al gebeurd voor de baronnie Montauban.

## Geografie
Mévouillon ligt op de grens van het stroomgebied Durance (via de Méouge naar het oosten) en de Rhône (via de Charuis en de Ouvèze naar het westen). De hoofdwaterscheiding van de Baronnies, tussen Rhône en Durance, loopt onder meer over de col op de D546 in Mévouillon (889 m). Naast de Col de la Saulce is dit de laagste oost-west passage doorheen het bergmassief van de Baronnies.
De oppervlakte van Mévouillon bedraagt 29,4 km², de bevolkingsdichtheid is 6,9 inwoners per km².

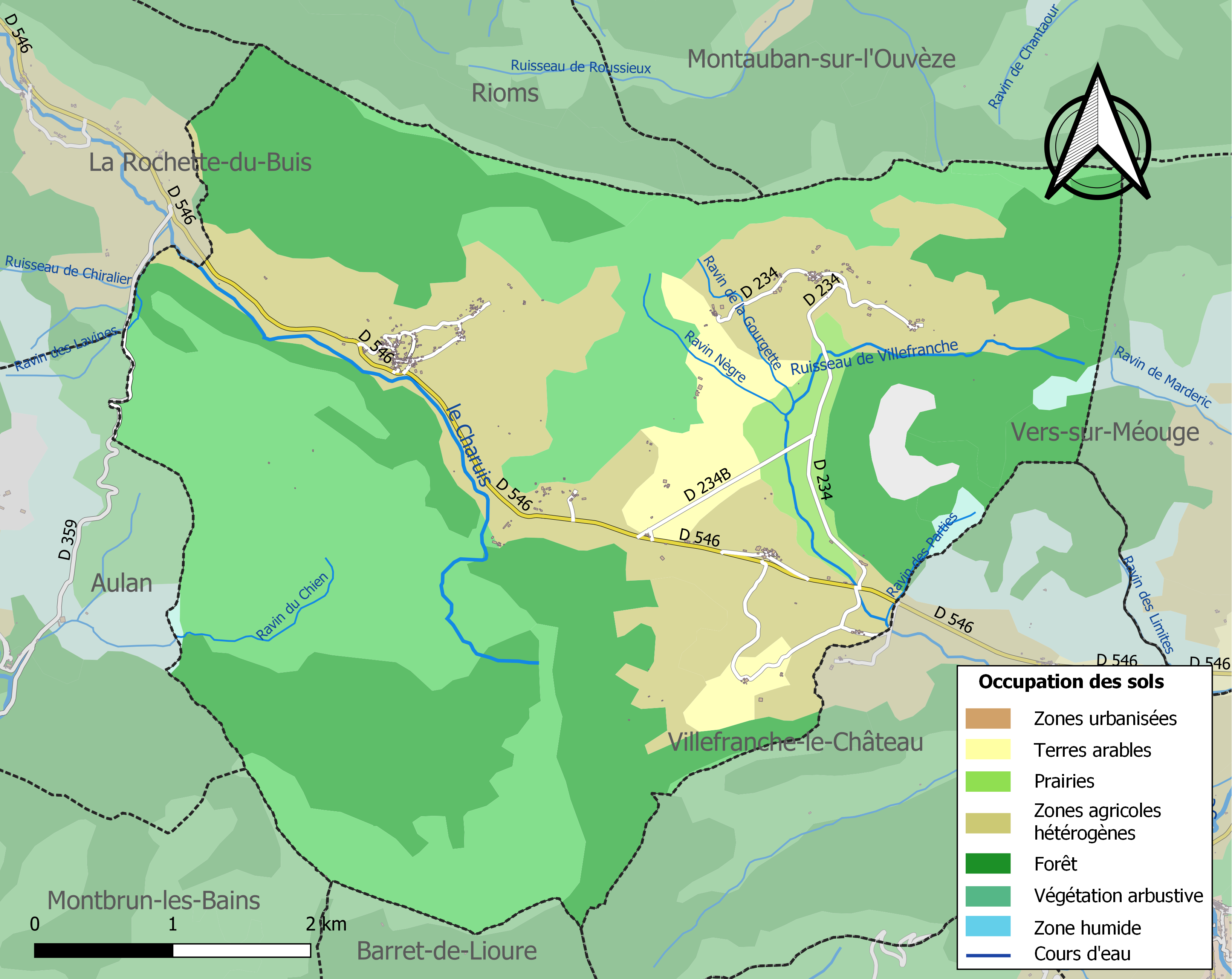
Kaart van de gemeente met belangrijkste infrastructuur, bodemgebruik en omliggende gemeenten

## Demografie
Onderstaande figuur toont het verloop van het inwonertal (bron: INSEE-tellingen).